# Charles S. Singleton
Charles Southward Singleton (* 21. April 1909 in McLoud, Oklahoma; † 10. Oktober 1985 im Carroll County, Maryland) war ein US-amerikanischer Romanist, Italianist und Mediävist.

## Leben und Werk
Singleton studierte u. a. in Florenz bei Michele Barbi und Mario Casella. 1936 promovierte er an der University of California in Berkeley mit der Arbeit The literature of pagentry in Florence during the Renaissance. Er lehrte von 1937 bis 1948 an der Johns Hopkins University, von 1948 bis 1957 an der Harvard University und ab 1957 wieder an der Johns Hopkins University. 1950 wurde er in die American Academy of Arts and Sciences und 1962 in die American Philosophical Society gewählt.

## Weitere Werke
- (Hrsg.) Canti carnascialeschi del Rinascimento, Bari 1936
- (Hrsg.) Nuovi canti carnascialeschi, Modena 1940
- An Essay on the Vita Nuova, Cambridge, Mass. 1949, 1958, Baltimore/London 1977 (italienisch: Bologna 1968)
- Dante Studies, 2 Bde., Cambridge, Mass. 1954-1958: 1. Commedia. Elements of structure (auch Baltimore 1977). 2. Journey to Beatrice (Teilübersetzung italienisch: Studi su Dante I. Introduzione alla Divina Commedia, Neapel 1961, 1965; Viaggio a Beatrice, Bologna 1968; Gesamtübersetzung italienisch: La poesia della "Divina Commedia", Bologna 1978, 1988, 1990, 1999, 2004)
- (Hrsg.) Boccaccio, Il Decameron, 2 Bde., Bari 1955, Baltimore 1974
- (Hrsg.) Paget Toynbee, Dante Alighieri. His life and works, New York 1965
- (Hrsg.) Art, science, and history in the Renaissance, Baltimore 1967
- (Bearbeiter) Paget Toynbee, A Dictionary of proper names and notable matters in the works of Dante, Oxford 1968
- (Hrsg. mit Peter Brieger und Millard Meiss) Illuminated manuscripts of the Divine Comedy, 2 Bde., Princeton 1969
- Interpretation. Theory and Practice, Baltimore 1969
- (Übersetzer) Dante, The Divine Comedy, 6 Bde., Princeton 1970-1975
- La poesia della "Divina Commedia", Bologna 1978, 1988, 1990, 1999, 2004 (italienische Übersetzung von Dante Studies, 1954-1958, sowie eines Textes aus Illuminated manuscripts, 1969)
- (Hrsg.) Giovanni Boccaccio, Decameron. The John Payne translation, Berkeley/London 1982